# シルバージャガー
『シルバージャガー』とは、1979年から1980年にかけてピー・プロダクションが制作した、日仏合作の特撮等身大ヒーロー番組のパイロットフィルム作品。

## 概要
フランスでは1980年10月からテレビシリーズの放映が決定し、日本でも同年内に放送局が決定する予定だった。同年にフランス側の要望により『ニューシルバージャガー』としてプロットが再編された後、『スペース・ジャガー』へ改題された。1982年12月にはピー・プロ社長のうしおそうじ（鷺巣富雄）が渡仏して交渉を行ったが、製作には至らず企画は自然消滅した。設定や描写などには、映画『スター・ウォーズ』からの影響が大きい。
本作品の造形美術は高山良策が担当。制作に携わった作品としては本作品が最後となった。
音楽はうしおの実子である鷺巣詩郎が担当した。プロデューサーの篠原茂は、監督の花田良知から無名時代の坂本龍一を紹介されていたが、起用には至らなかった。
ロケが行われた駒沢オリンピック公園は、『マグマ大使』や『スペクトルマン』などのピー・プロ作品で度々使用された場所である。
1984年には、本作品の関連インタビューや資料映像などを追加したVHSビデオソフト『シルバージャガーの誕生』が発売されている。
ピー・プロは本作品以降、2006年の『ライオン丸G』まで映像制作を休止する。

## ストーリー
豹の惑星Fu（ヒュー）は、「白豹族」・「銀豹族」・「黄豹族」の3種に分かれた惑星だったが、Ju（ジュウ）星人の司令長官・兇将マンドラー率いる軍団の侵略にさらされ、爆発してしまった。Fu星消滅寸前に愛用機・コスミック号で白豹族の王女・ラブとともに脱出した銀豹族の勇者・シルバージャガーは、放浪の際に行方不明となった王女ラブの手掛かりを探しに地球に訪れ、超能力者の地球人・星未知子と知堂勇の協力のもと、地球侵略計画を開始した兇将マンドラーと戦うことを誓う。
「シルバージャガー」は個人名ではなく、「銀豹族」から選ばれた戦士の称号である。

## キャスト
- シルバージャガー：中沢清三
- 王女ラブ：滝沢麗子
- 星未知子：佐藤知多子
- 知堂勇：鈴木敏基
- 兇将マンドラー：浦上嘉久
- ∞マン：野武士の会
- ナレーション：清川元夢

## スタッフ
- 製作：鷺巣富雄、篠原茂
- 原作：滝川音彦[注釈 1]
- 監督：花田良知
- 撮影：原秀夫
- 照明：飯田照雄
- 助監督：内藤忠司
- 美術：井上泰之
- 製作進行：栗山耕
- 殺陣：二家本辰巳
- 操演：中島徹郎
- 編集：高木哲
- 絵コンテ：中野孝信
- 記録：小林みどり
- メイク：工藤芳照
- 造型：高山良策、佐藤裕彦(コスミック号)
- 合成作画：渡辺善夫
- 音楽：鷺巣詩郎

## 主題歌
オープニング「シルバージャガーのテーマ」
エンディング「兵士の子守唄」
上記2曲とも、作詞：長谷川みつ美 / 作曲：鷺巣詩郎 / 歌：ピーカブー

## 『シルバージャガーの誕生』
発売元は株式会社SHOWA（正和）、VHS60分。1984年発売。
『シルバージャガー』のパイロットフィルムと設定紹介、ピー・プロ社長の鷺巣富雄へのインタビュー、歴代ピー・プロ作品からの一部抜粋映像で構成。
2013年9月13日には、日本映画専門チャンネルの『特撮国宝』の最終回で放送された。
出演
- 鷺巣富雄（ピープロダクション　プロデューサー）
- 荒井欣一（「UFOライブラリー」「日本空飛ぶ円盤研究会」会長）
- 岩尾展宏（ナレーター、インタビュアー）

スタッフ
- 制作・著作：ピープロダクション
- ビデオプロセッシング：（株）東洋現像所ビデオセンター
- 発売元：株式会社 SHOWA